# Herb gminy Stare Kurowo
Herb gminy Stare Kurowo – jeden z symboli gminy Stare Kurowo, ustanowiony 30 grudnia 1991.

## Wygląd i symbolika
Herb przedstawia na tarczy dzielonej w pas koloru biało-czerwonego białego orła z czerwonym dziobem oraz złotymi: koroną i pazurami, pod nim skrzyżowane: miecz i karabin, a pod nimi dwie zielone gałązki lipy. Herb nawiązuje do powrotu terenów gminy do Polski w 1945. 